# Saison 2014-2015 de Manchester United
Chronologie
Saison précédente Saison suivante
La saison 2014-2015 du Manchester United Football Club est la 23e saison du club en Premier League et sa 40e saison consécutive dans la première division du football anglais.
Manchester United veut retrouver les sommets après une saison de transition catastrophique. Il n'est pas engagé en Ligue des champions et ce pour la première fois depuis 19 ans. De plus, le club dispute la League Cup ainsi que la FA Cup dès le mois de janvier.
Louis van Gaal, revenant de la Coupe du monde 2014 avec les Oranjes où il échoue en demi-finale, est l'entraîneur de Manchester United. Il est notamment reconnu pour avoir gagné la Ligue des champions avec l'Ajax Amsterdam en 1995 mais également pour avoir été aux commandes de clubs de prestige comme le Bayern Munich ou encore le FC Barcelone. Il est secondé par l'ancien joueur star du club Ryan Giggs, retraité depuis la fin de la saison précédente.

## Avant-saison
Manchester United effectue sa phase de préparation aux États-Unis où il affronte Los Angeles Galaxy, match remporté très largement (7-0) grâce à des doublés de Wayne Rooney, Reece James et Ashley Young. Manchester United participe ensuite à l'International Champions Cup, tournoi de pré-saison, pour la première fois. Cette année il est composé d'un casting très alléchant : le Real Madrid, champion d'Europe en titre, Liverpool, deuxième du championnat d'Angleterre précédent, Manchester City, champion d'Angleterre en titre et grand rival des Reds, l'Inter Milan, triple vainqueur de la Ligue des champions, l'AC Milan, champion du monde en 2007, l'AS Roma, deuxième du dernier championnat italien et de l'Olympiakos, vainqueur du championnat grec précédent. MU termine premier de son groupe en battant tous ses adversaires: l'AS Rome, l'Inter Milan aux TAB et le Real Madrid. Les mancuniens finissent le travail en finale face au grand rival Liverpool (qui a lui aussi battu ses trois adversaires) et remportent l'International Champions Cup. À son retour en Angleterre, Manchester United affrontera le Valence FC à domicile.

## Compétitions

### Récit de la saison
L'optimisme règne chez les supporters mancuniens après une préparation convaincante. Plusieurs joueurs quittent l'effectif: Nemanja Vidic, Patrice Evra, Rio Ferdinand, Shinji Kagawa, Welbeck, Nani (prêt)... Les dirigeants mancuniens investissent massivement pour oublier une saison décevante: Di Maria, Shaw, Herrera, Rojo, Blind et Falcao pour une somme totale de près de 200M d'euros. Une nouvelle page s'écrit à Old Trafford.
Mais les débuts de Van Gaal avec Manchester United ne se passeront pas comme prévu. Le club chute à la surprise générale à domicile contre Swansea dès la première journée (1-2). Manchester est confronté à une cascade de blessures importantes et les déplacements à Sunderland et à Burnley s'achèvent en match nul (1-1, 0-0). Entre ces deux matchs, United est humilié en coupe de la ligue face au MK Doncs, club de troisième division (4-0). La trêve internationale permet à quelques joueurs de revenir de blessure et aux recrues de s'intégrer. MU relève enfin la tête et cartonne QPR (4-0) avec des recrues décisives (Di Maria, Herrera).
Malheureusement, le club retombe immédiatement dans ses travers avec une humiliation à Leicester (5-3). Les Mancuniens menaient pourtant 1-3 à l'heure de jeu mais une défense aux abois et deux fautes d'arbitrages ont entraîné la défaite de l'équipe. Manchester se reprend rapidement avec des victoires contre West Ham et Everton (2-1). Lors du match contre West Ham, le capitaine Wayne Rooney prend un carton rouge qui lui vaut une suspension de trois matchs. Le club continue dans son irrégularité. Un nul arraché dans les dernières minutes à West Brom (2-2) puis un bon point obtenu contre le leader Chelsea dans le temps additionnel (1-1), précèdent une courte défaite dans le derby de Manchester (1-0) due en partie à l'exclusion évitable de Smalling.
S'ensuit la meilleure série du club depuis un an: un succès mitigé contre Crystal Palace (1-0), un hold-up superbe à Arsenal (1-2), une victoire éclatante contre Hull (3-0) et un quatrième succès consécutif contre Stoke (2-1). Pendant cette période, le club subit de nombreuses blessures dans son effectif mais s'en sort et s'installe dans le top 4 de la Premier League. Les Mancuniens réalisent même un nouveau hold-up à Southampton (1-2), équipe surprise et troisième de PL, et se hissent pour la première fois depuis la première journée de la saison 2013-2014 sur le podium de la Premier League. Une large victoire face au rival Liverpool (3-0) leur permet de creuser l'écart avec 3 points d'avance sur le quatrième et 5 points d'avance sur le cinquième.
ManU connaît une période de moins bien par la suite avec une seule victoire en cinq matchs (nul à Aston Villa 1-1, succès contre Newcastle 3-1, nul à Tottenham 0-0 et à Stoke 1-1 et perte de la troisième place contre Southampton 0-1). Cette mauvaise passe s'arrête par des victoires à QPR (2-0) et contre Leicester (3-1). Le club accède aux 8èmes de finale de la FA Cup en éliminant Cambridge (0-0, 3-0) après avoir éliminé Yeovil Town (0-2) au tour précédent. Lors du mercato hivernal, MU recrute libre le gardien espagnol de classe mondiale Víctor Valdés mais perd Darren Fletcher (West Brom) et vend définitivement Wilfried Zaha à Crystal Palace. ManU est une nouvelle fois ralenti, par un nul arraché de justesse à West Ham, et n'arrive pas à se stabiliser, avant une victoire contre Burnley (3-1) et un revers à Swansea (2-1).
Deux victoires et clean sheats contre Sunderland (2-0) et Newcastle (0-1) précèdent plusieurs matchs capitaux pour la saison des Red Devils, avec 5 chocs en 6 journées. Un premier rendez-vous grandement réussi contre Tottenham (3-0) propulse Manchester United à 2 points de la 2e place au terme de la 29e journée. MU confirme sa grande forme chez le rival Liverpool (1-2), 5e et désormais à 5 points du club, avec sa 4e victoire d'affilée. Suivie d'une 5e contre Aston Villa (3-1) qui lui permet de remonter sur le podium au bénéfice de la nouvelle défait de l'ennemi Manchester City (4e) une semaine avant le derby. Alors que le club restait sur 4 défaites contre son voisin, MU écrase totalement le derby (4-2) et distance City de 4 points.
À la surprise générale, ces 6 victoires consécutives sont suivies de 3 défaites d'affilée sans marquer (courte à Chelsea 1-0, large à Everton 3-0, humiliante contre West Brom  à domicile 0-1). Le 7 mai, le Manchester annonce l'arrivée du jeune ailier de 21 ans Memphis Depay, très courtisé, meilleur buteur d'Eredivise et champion des Pays-Bas avec le PSV Eindhoven, sous réserve de la réussite de la visite médicale. Cette bonne nouvelle est suivie d'une autre: United se remet enfin sur le droit chemin en gagnant à Crystal Palace (1-2). Deux matchs nuls (contre Arsenal et à Hull City) pour conclure la saison : Manchester United termine 4e de Premier League avec 70 points et réussit son objectif d'avant-saison : être classé parmi les 4 premiers pour retrouver la Ligue des Champions.

### Championnat
| Rang | Équipe                | Pts | J  | G  | N  | P  | Bp | Bc | Diff |
| ---- | --------------------- | --- | -- | -- | -- | -- | -- | -- | ---- |
| 1    | Chelsea FC L          | 87  | 38 | 26 | 9  | 3  | 73 | 32 | +41  |
| 2    | Manchester City T     | 79  | 38 | 25 | 7  | 7  | 83 | 38 | +45  |
| 3    | Arsenal FC S C        | 75  | 38 | 22 | 9  | 7  | 71 | 36 | +35  |
| 4    | Manchester United     | 70  | 38 | 20 | 10 | 8  | 62 | 37 | +25  |
| 5    | Tottenham Hotspur     | 64  | 38 | 19 | 8  | 11 | 58 | 53 | +5   |
| 6    | Liverpool FC          | 62  | 38 | 18 | 7  | 12 | 52 | 48 | +4   |
| 7    | Southampton FC        | 60  | 38 | 18 | 6  | 14 | 54 | 33 | +21  |
| 8    | Swansea City          | 56  | 38 | 16 | 8  | 14 | 46 | 49 | -3   |
| 9    | Stoke City            | 54  | 38 | 15 | 9  | 14 | 48 | 45 | +3   |
| 10   | Crystal Palace FC     | 48  | 38 | 13 | 9  | 16 | 47 | 51 | -4   |
| 11   | Everton FC            | 47  | 38 | 12 | 11 | 15 | 48 | 50 | -2   |
| 12   | West Ham United       | 47  | 38 | 12 | 11 | 15 | 44 | 47 | -3   |
| 13   | West Bromwich Albion  | 44  | 38 | 11 | 11 | 16 | 38 | 51 | -13  |
| 14   | Leicester City P      | 41  | 38 | 11 | 8  | 19 | 46 | 55 | -9   |
| 15   | Newcastle United      | 39  | 38 | 10 | 9  | 19 | 40 | 63 | -23  |
| 16   | Sunderland AFC        | 38  | 38 | 7  | 17 | 14 | 31 | 53 | -22  |
| 17   | Aston Villa FC        | 38  | 38 | 10 | 8  | 20 | 31 | 57 | -26  |
| 18   | Hull City             | 35  | 38 | 8  | 11 | 19 | 33 | 51 | -18  |
| 19   | Burnley FC P          | 33  | 38 | 7  | 12 | 19 | 28 | 53 | -25  |
| 20   | Queens Park Rangers P | 30  | 38 | 8  | 6  | 24 | 42 | 73 | -31  |

Qualifications européennes
Ligue des champions 2015-2016
- 1er 2e et 3e : phase de groupes
- 4e : tour de barrages pour non-champions

Ligue Europa 2015-2016
- 5e  et 6e : phase de groupes
- 7e : 3e tour de qualification
- Prix du fair-play UEFA : 1re tour de qualification

Relégation
- 18e, 19e et 20e : relégation en Championship

Abréviations
T : Tenant du titre

C : Vainqueur de la FA Cup 2014-2015

L : Vainqueur de la Capital One Cup 2014-2015

S : Vainqueur du Community Shield 2014

P : Promus de Championship
| Date              | Adversaire           | Score | Buteurs                                                              | Passeurs                                     | Affluence | Classement |
| ----------------- | -------------------- | ----- | -------------------------------------------------------------------- | -------------------------------------------- | --------- | ---------- |
| 16 août 2014      | Swansea City         | 1-2   | Wayne Rooney 53e                                                     | Phil Jones                                   | 75 339    | 14e        |
| 24 août 2014      | Sunderland           | 1-1   | Juan Mata 17e                                                        | Antonio Valencia                             | 43 217    | 13e        |
| 30 août 2014      | Burnley              | 0-0   |                                                                      |                                              | 31 399    | 14e        |
| 14 septembre 2014 | Queens Park Rangers  | 4-0   | Ángel Di María 24eAnder Herrera 36eWayne Rooney 44eJuan Mata 58e     | Wayne Rooney, Ander Herrera, Ángel Di María  | 75 355    | 9e         |
| 21 septembre 2014 | Leicester City       | 5-3   | Robin van Persie 13eÁngel Di María 16eAnder Herrera 57e              | Radamel Falcao, Wayne Rooney, Ángel Di María | 31 784    | 12e        |
| 27 septembre 2014 | West Ham United      | 2-1   | Wayne Rooney 5eRobin van Persie 22e                                  | Rafael, Radamel Falcao                       | 75 317    | 7e         |
| 5 octobre 2014    | Everton              | 2-1   | Ángel Di María 27eRadamel Falcao 62e                                 | Juan Mata, Ángel Di María                    | 75 294    | 4e         |
| 20 octobre 2014   | West Bromwich Albion | 2-2   | Marouane Fellaini 48eDaley Blind 87e                                 | Ángel Di María, Radamel Falcao               |           | 6e         |
| 26 octobre 2014   | Chelsea              | 1-1   | Robin van Persie 90+4e                                               |                                              | 75327     | 8e         |
| 2 novembre 2014   | Manchester City      | 1-0   |                                                                      |                                              | 45 358    | 10e        |
| 8 novembre 2014   | Crystal Palace       | 1-0   | Juan Mata                                                            | Ángel Di María                               | 75 325    | 7e         |
| 22 novembre 2014  | Arsenal              | 1-2   | Kieran Gibbs (CSC), Wayne Rooney                                     | Ángel Di María                               | 60 074    | 4e         |
| 29 novembre 2014  | Hull City            | 3-0   | Chris Smalling, Wayne Rooney, Robin van Persie                       | Robin van Persie, Ander Herrera              | 75 345    | 4e         |
| 2 décembre 2014   | Stoke City           | 2-1   | Marouane Fellaini, Juan Mata                                         | Ander Herrera                                | 75 388    | 4e         |
| 6 décembre 2014   | Southampton          | 1-2   | Robin van Persie, Robin van Persie                                   | Wayne Rooney                                 |           | 3e         |
| 13 décembre 2014  | Liverpool            | 3-0   | Wayne Rooney, Juan Mata, Robin van Persie                            | Antonio Valencia, Ashley Young, Juan Mata    | 75 331    | 3e         |
| 20 décembre 2014  | Aston Villa          | 1-1   | Radamel Falcao                                                       | Ashley Young                                 |           | 3e         |
| 26 décembre 2014  | Newcastle United     | 3-1   | Wayne Rooney, Wayne Rooney, Robin van Persie                         | Radamel Falcao, Juan Mata, Wayne Rooney      | 75 318    | 3e         |
| 28 décembre 2014  | Tottenham Hotspur    | 0-0   |                                                                      |                                              | 35 711    | 3e         |
| 1er janvier 2015  | Stoke City           | 1-1   | Radamel Falcao                                                       | Michael Carrick                              | 27 203    | 3e         |
| 11 janvier 2015   | Southampton FC       | 0-1   |                                                                      |                                              | 75395     | 4e         |
| 17 janvier 2015   | QPR                  | 0-2   | Marouane Fellaini, James Wilson                                      | Antonio Valencia, Ángel Di María             | 18 098    | 4e         |
| 31 janvier 2015   | Leicester City       | 3-1   | Robin van Persie, Radamel Falcao                                     | Daley Blind                                  | 75 329    | 3e         |
| 8 février 2015    | West Ham             | 1-1   | Daley Blind                                                          |                                              | 34 499    | 3e         |
| 11 février 2015   | Burnley              | 3-1   | Chris Smalling, Chris Smalling, Robin van Persie                     | Radamel Falcao, Ángel Di María               | 75 356    | 3e         |
| 21 février 2015   | Swansea City         | 2-1   | Ander Herrera                                                        | Ángel Di María                               | 20 809    | 4e         |
| 28 février 2015   | Sunderland           | 2-0   | Wayne Rooney, Wayne Rooney                                           |                                              | 75 344    | 4e         |
| 4 mars 2015       | Newcastle            | 0-1   | Ashley Young                                                         |                                              | 49 801    | 4e         |
| 14 mars 2015      | Tottenham            | 3-0   | Marouane Fellaini, Michael Carrick, Wayne Rooney                     | Michael Carrick                              | 75 112    | 4e         |
| 22 mars 2015      | Liverpool            | 1-2   | Juan Mata, Juan Mata                                                 | Ander Herrera, Ángel Di María                | 44 405    | 4e         |
| 4 avril 2015      | Aston Villa          | 3-1   | Ander Herrera, Wayne Rooney, Ander Herrera                           | Daley Blind, Ángel Di María, Juan Mata       | 75 397    | 3e         |
| 12 avril 2015     | Manchester City      | 4-2   | Ashley Young 14eMarouane Fellaini 27eJuan Mata 67eChris Smalling 73e | Ashley Young, Wayne Rooney, Ashley Young     | 75 313    | 3e         |
| 18 avril 2015     | Chelsea              | 1-0   |                                                                      |                                              |           | 3e         |
| 25 avril 2015     | Everton              | 3-0   |                                                                      |                                              |           | 4e         |
| 2 mai 2015        | West Bromwich        | 0-1   |                                                                      |                                              |           | 4e         |
| 9 mai 2015        | Crystal Palace       | 1-2   | Juan Mata, Marouane Fellaini                                         | Ashley Young                                 |           | 4e         |
| 16 mai 2015       | Arsenal              | 1-1   | Ander Herrera                                                        | Ashley Young                                 | 75 323    | 4e         |
| 24 mai 2015       | Hull City            | 0-0   |                                                                      |                                              | 24 745    | 4e         |

## Transferts

### Mercato d'été
| Nom               | Transfert                                  | Provenance/Destination | Division               |
| ----------------- | ------------------------------------------ | ---------------------- | ---------------------- |
| Arrivées          |                                            |                        |                        |
| Vanja Milinković  | Transfert                                  | FK Vojvodina           | Jelen SuperLiga        |
| Ander Herrera     | Transfert (36 millions d'euros)            | Athletic Bilbao        | Liga BBVA              |
| Luke Shaw         | Transfert (33 millions d'euros)            | Southampton FC         | Premier League         |
| Ángel Di María    | Transfert (75 millions d'euros)            | Real Madrid            | Liga BBVA              |
| Marcos Rojo       | Transfert (20 millions d'euros)            | Sporting Portugal      | Liga Sagres            |
| Daley Blind       | Transfert (17,5 millions d'euros)          | Ajax Amsterdam         | Eredivisie             |
| Radamel Falcao    | Prêt avec option d'achat                   | AS Monaco              | Ligue 1                |
| Départs           |                                            |                        |                        |
| Alexander Büttner | Transfert (5,6 millions d'euros)           | Dynamo Moscou          | Russian Premier League |
| Patrice Évra      | Transfert (1,5 million d'euros+400k bonus) | Juventus FC            | Série A                |
| Vanja Milinković  | Prêt                                       | FK Vojvodina           | Jelen SuperLiga        |
| Rio Ferdinand     | Fin de contrat                             | Queens Park Rangers FC | Premier League         |
| Nemanja Vidić     | Fin de contrat                             | Inter Milan            | Série A                |
| Jack Barmby       | Fin de contrat                             | Leicester City FC      | Premier League         |
| Federico Macheda  | Fin de contrat                             | Cardiff City FC        | Championship           |
| Charni Ekangamene | Fin de contrat                             | Zulte Waregem          | Belgian Pro League     |
| Louis Rowley      | Fin de contrat                             | Leicester City FC      | Premier League         |
| Bebé              | Transfert (3 millions d'euros)             | SL Benfica             | Liga ZON Sagres        |
| Ángelo Henríquez  | Prêt                                       | Dinamo Zagreb          | MAXtv Prva HNL         |
| Shinji Kagawa     | Transfert (8 millions d'euros)             | Borussia Dortmund      | Bundesliga             |
| Javier Hernández  | Prêt avec option d'achat                   | Real Madrid            | Liga BBVA              |
| Danny Welbeck     | Transfert (20,2 millions d'euros)          | Arsenal                | Premier League         |
| Tom Lawrence      | Transfert                                  | Leicester City         | Premier League         |
| Nick Powell       | Prêt                                       | Leicester City         | Premier League         |
| Michael Keane     | Prêt                                       | Burnley                | Premier League         |

## Statistiques individuelles

### Statistiques des buteurs
Définitif
| Place   | Nom               | Premier League | Coupe d'Angleterre | Coupe de la ligue | TOTAL des buts |
| 1       | Wayne Rooney      | 12             | 2                  | 0                 | 14             |
| 2       | Robin van Persie  | 10             | 0                  | 0                 | 10             |
| 2       | Juan Mata         | 9              | 1                  | 0                 | 10             |
| 4       | Ander Herrera     | 6              | 2                  | 0                 | 8              |
| 5       | Marouane Fellaini | 6              | 1                  | 0                 | 7              |
| 6       | Falcao            | 4              | 0                  | 0                 | 4              |
| 6       | Ángel Di María    | 3              | 1                  | 0                 | 4              |
| 6       | Chris Smalling    | 4              | 0                  | 0                 | 4              |
| 9       | Daley Blind       | 2              | 0                  | 0                 | 2              |
| 9       | James Wilson      | 1              | 1                  | 0                 | 2              |
| 9       | Ashley Young      | 2              | 0                  | 0                 | 2              |
| 12      | Marcos Rojo       | 0              | 1                  | 0                 | 1              |
| 12      | Michael Carrick   | 1              | 0                  | 0                 | 1              |
| Détails |                   | 60             | 9                  | 0                 | 69             |

### Statistiques des passeurs
Définitif
| Place | Nom               | Premier League | Coupe d'Angleterre | Coupe de la ligue | TOTAL des passes |
| 1     | Ángel Di María    | 11             | 1                  | 0                 | 12               |
| 2     | Ashley Young      | 6              | 1                  | 0                 | 7                |
| 3     | Wayne Rooney      | 5              | 1                  | 0                 | 6                |
| 4     | Radamel Falcao    | 5              | 0                  | 0                 | 5                |
| 4     | Ander Herrera     | 4              | 1                  | 0                 | 5                |
| 6     | Antonio Valencia  | 3              | 1                  | 0                 | 4                |
| 6     | Juan Mata         | 4              | 0                  | 0                 | 4                |
| 8     | Michael Carrick   | 2              | 0                  | 0                 | 2                |
| 8     | Daley Blind       | 2              | 0                  | 0                 | 2                |
| 10    | Phil Jones        | 1              | 0                  | 0                 | 1                |
| 10    | Rafael Da Silva   | 1              | 0                  | 0                 | 1                |
| 10    | Marouane Fellaini | 0              | 1                  | 0                 | 1                |
| 10    | Robin van Persie  | 0              | 1                  | 0                 | 1                |

## Trophées individuels
| Mois      | Joueur du mois       | Deuxième                | Troisième             |
| --------- | -------------------- | ----------------------- | --------------------- |
| Août      | Phil Jones           | Tyler Blackett          | Wayne Rooney          |
| Septembre | Ángel Di María (68%) | Ander Herrera (23%)     | Rafael (9%)           |
| Octobre   | David de Gea         | Marouane Fellaini       | Ángel Di María        |
| Novembre  | David de Gea         | Wayne Rooney            | Marouane Fellaini     |
| Décembre  | Wayne Rooney (46%)   | Ashley Young (31%)      | Michael Carrick (23%) |
| Janvier   | Antonio Valencia     | Daley Blind             | Marcos Rojo           |
| Février   | Ander Herrera (76%)  | Marcos Rojo (14%)       | Chris Smalling (10%)  |
| Mars      | Juan Mata (51%)      | Marouane Fellaini (33%) | Wayne Rooney (16%)    |
| Avril     | Ander Herrera (63%)  | Ashley Young            | Chris Smalling        |
| Mai       | Ashley Young (57%)   | Ander Herrera (35%)     | Chris Smalling (8%)   |

- Joueur de l'année : David de Gea
- Plus beau but de la saison : deuxième but de Juan Mata à Liverpool (1-2, 22 mars 2015)
- Membres de l'équipe type de la saison en Premier League : David de Gea (gardien)

## Statistiques collectives diverses
- Plus grand nombre de victoires consécutives en championnat : 6 -du 8 novembre au 13 décembre 2014 et du 28 février au 12 avril 2015-
- Plus grand nombre de matchs consécutifs sans défaite en championnat : 10 -du 8 novembre 2014 au 1er janvier 2015-
- Plus grand nombre de matchs consécutifs sans victoire en championnat : 3 -4 fois-
- Plus grande affluence : 75 397 à Old Trafford -domicile- contre Aston Villa (victoire 3-1) le 4 avril 2015.
- Victoire la plus large : 4-0 contre les Queens Park Rangers, le 14 septembre 2014
- Défaite la plus lourde : 3-0 à Everton, le 26 avril 2015